# 二宮治重

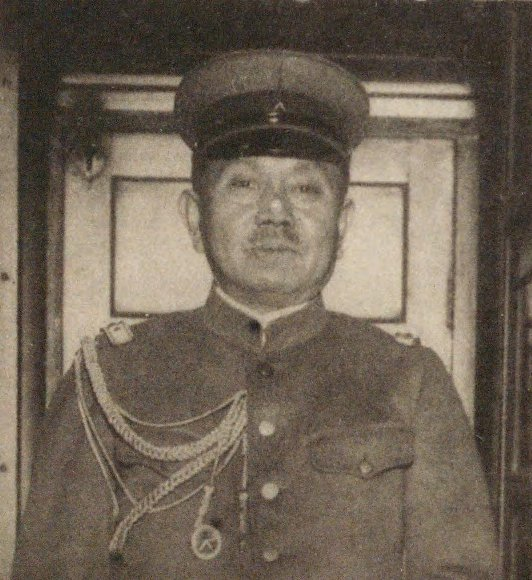
二宮治重

二宮 治重（にのみや はるしげ、1879年（明治12年）2月17日 - 1945年（昭和20年）2月17日）は、日本の陸軍軍人、政治家。最終階級は陸軍中将。文部大臣。

## 経歴
岡山県出身。二宮成重の三男として生まれる。母は松平紀伊守娘の志乃。次兄に重友、養子に三郎（森定次郎の三男）がいる。岡山中学校を経て、1898年（明治31年）12月、士官候補生となる。1900年（明治33年）11月、陸軍士官学校（12期）を卒業。翌年6月、歩兵少尉に任官し歩兵第20連隊付となる。1904年（明治37年）5月、歩兵第20連隊中隊長となり、1906年（明治39年）1月まで日露戦争に出征した。1910年（明治43年）11月、陸軍大学校（22期）を優等で卒業。
1910年12月、参謀本部部員、1912年（大正元年）9月、イギリス駐在となり、1913年（大正2年）8月、歩兵少佐に昇進。1915年（大正4年）11月、教育総監部付（臨時軍事調査委員）となり、1917年（大正6年）8月、歩兵中佐に進級し陸相秘書官に発令され、大島健一陸軍大臣に仕えた。1918年（大正7年）7月、陸軍省軍務局課員となり、欧州出張（パリ講和会議随員）、陸大教官、兼参謀本部員などを歴任。1921年（大正10年）6月、歩兵大佐に昇進し参謀本部総務部第1課長に就任した。
1923年（大正12年）3月、近衛歩兵第3連隊長に発令された。1925年（大正14年）5月、陸軍少将に進級しイギリス大使館付武官となった。1927年（昭和2年）7月、歩兵第2旅団長に就任し、参謀本部付、同第2部長、同総務部長を経て、1930年（昭和5年）8月、陸軍中将に進み、同年12月、参謀次長となる。
小磯國昭、杉山元、建川美次らとともに、二宮と同郷である宇垣一成の側近として知られる。宇垣内閣樹立をめざすクーデター計画である1931年（昭和6年）の三月事件の首謀者の一人でもあった。しかし1931年（昭和6年）11月、荒木貞夫が陸相に、1932年（昭和7年）1月に真崎甚三郎が参謀次長に就任し、いわゆる皇道派が陸軍中央を握ると、彼等は宇垣閥の排除を開始。二宮は1932年（昭和7年）1月、第5師団長に親補されるが、結局、1934年（昭和9年）3月、予備役に編入された。
二宮は小磯、杉山らと異なり、能吏型の軍官僚として宇垣を支え、同じタイプの梅津美治郎、永田鉄山の台頭にも力を添えたが、その手腕を皇道派に忌避され、他の宇垣側近と比較しても貧乏籤を引かされる結果となった。
その後、1936年（昭和11年）9月、鮮満拓殖会社総裁に就任。さらに、1940年（昭和15年）6月、満州拓殖公社総裁となった。1944年（昭和19年）7月に小磯に対し組閣の大命が降下すると、その相談役として活動。小磯内閣の文部大臣に就任するが、翌年2月に病のため辞職、その一週間後に東京帝大病院坂口内科で没した。

## 栄典
位階
- 1901年（明治34年）10月10日 - 正八位[2]
- 1904年（明治37年）2月19日 - 従七位[3]
- 1905年（明治38年）8月11日 - 正七位[4]
- 1910年（明治43年）9月30日 - 従六位[5]
- 1915年（大正4年）10月30日 - 正六位[6]
- 1920年（大正9年）11月30日 - 従五位[7]
- 1932年（昭和7年）6月15日 - 正四位[8]

勲章
- 1920年（大正9年）9月7日 - 旭日中綬章[9]
- 1940年（昭和15年）8月15日 - 紀元二千六百年祝典記念章[10]